# Isabelle Pedersen
Isabelle Pedersen (ur. 27 stycznia 1992 w Bergen) – norweska lekkoatletka specjalizująca się w biegu na 100 metrów przez płotki.

## Osiągnięcia
- złoty medal mistrzostw świata juniorów młodszych (bieg na 100 m przez płotki (76,2 cm), Bressanone 2009)
- srebro mistrzostw Europy juniorów (bieg na 100 m przez płotki, Nowy Sad 2009)
- złoty medal mistrzostw świata juniorów (bieg na 100 m przez płotki, Moncton 2010)
- srebro mistrzostw Europy juniorów (bieg na 100 m przez płotki, Tallinn 2011)
- złoto młodzieżowych mistrzostw Europy (bieg na 100 metrów przez płotki, Tampere 2013)
- 5. miejsce podczas halowych mistrzostw Europy (bieg na 60 metrów przez płotki, Praga 2015)
- 5. miejsce podczas halowych mistrzostw Europy (bieg na 60 metrów przez płotki, Belgrad 2017)
- 6. miejsce podczas halowych mistrzostw świata (bieg na 60 metrów przez płotki, Birmingham 2018)
- reprezentantka kraju w drużynowych mistrzostwach Europy (także w skoku w dal)

W 2016 reprezentowała Norwegię na igrzyskach olimpijskich w Rio de Janeiro, podczas których zajęła 3. miejsce w swoim biegu półfinałowym na 100 metrów przez płotki i nie awansowała do finału.

## Rekordy życiowe
- bieg na 60 metrów przez płotki (hala) – 7,86 (2018)
- bieg na 100 metrów przez płotki – 12,75 (2017)

Pedersen jest także rekordzistką Norwegii juniorek na 100 metrów przez płotki (13,21 w 2011) oraz rekordzistką kraju w kategorii kadetek w na tym dystansie (płotki o wysokości 76,2 cm) – 13,20.